# Sylvia Georgieva
Sylvia Georgieva je bulharská varhanice, cembalistka a publicistka, působící v Praze. Studovala Hudební a taneční fakultu Akademie múzických umění (HAMU), kde byli jejími pedagogy profesor Milan Šlechta na varhany a profesorka Zuzana Růžičková na cembalo. Koncertovala jak v Evropě (Bulharsko, Rusko, Německo, Rakousko, Francie, Itálie či Švýcarsko), tak také ve Spojených státech amerických. Vystupovala také na mezinárodních soutěžích a hudebních festivalech.
V roce 1997 nahrála v kostele U Jákobova žebříku kompaktní disk s biblickými sonátami Johanna Kuhnaua. Další disk vydala v roce 2007, který obsahoval sonáty pro cembalo od Jiřího Antonína Bendy. Coby host vystoupila na albu Větší než malé množství lásky skupiny Lucie.
Georgieva je též předsedkyní „Bulharské kulturně osvětové organizace Svatého Cyrila a Metoděje v Praze“. Tato společnost v roce 2012 pořádala v Praze „Výstava k poctě romskému básníku PhDr. Vlado Oláhovi“, jejímiž kurátorkami vedle Georgievy byla též malířka Inka Delevová.
Roku 2013 jí vyšla její disertační práce ve formě publikace nazvané Barokní afektová teorie. Její součástí jsou i dva kompaktní disky.